# Portunus euglyphus
Portunus euglyphus är en kräftdjursart som först beskrevs av Eleanor M.O. Laurie 1906.  Portunus euglyphus ingår i släktet Portunus och familjen simkrabbor. Inga underarter finns listade i Catalogue of Life.